# FC Ryukyu
El FC Ryukyu (FC琉球 Efu Shī Ryūkyū?) es una institución deportiva de la Prefectura de Okinawa en Japón. Su actividad principal es el fútbol y actualmente participa en la J3 League, la tercera división del fútbol de Japón.
El nombre del equipo deriva de Ryūkyū, antiguo nombre de la Prefectura de Okinawa. La institución también posee equipos de futsal y Balonmano.

## Historia
El club fue fundado en 2003. La mayoría de los jugadores que inicialmente se integraron al club eran los que habían dejado el club Okinawa Kariyushi F. C. después de un distanciamiento con la comisión directiva, conflicto ocasionado por las deudas de la cadena Kariyushi. En su primera temporada en el año 2003 ganó el campeonato de la División 3 Norte de la Prefectura de Okinawa. Se les permitió saltar a la División 1 en la próxima temporada, en la que nuevamente tuvieron éxito terminando en la parte superior de la tabla.
En la temporada 2005, el club participaba en la Liga Regional de Kyūshū (Kyu League). Después de terminar segundo y ganar el play-off de la Liga Regional, fueron promovidos a la JFL y se convirtieron en el primer equipo de fútbol de Okinawa en jugar en una liga nacional.

## Colores
El color de su equipo es bengara, una sombra de pigmento rojo. Se llama ocre rojo en español. Bengara deriva de una palabra holandesa bengala que a su vez deriva de Bengala, una región en la India y Bangladés. Este nombre se le fue dado debido a que el pigmento se importaba tradicionalmente desde Bengala a Japón. Okinawa tiene una estrecha relación con el color bengara que se aplica un lugar destacado como Castillo de Shuri, uno de los edificios históricos más emblemáticos de la zona.

## Uniforme
| Local       | Local | Local  | Local       | Local |
| ----------- | ----- | ------ | ----------- | ----- |
| 2003        | 2004  | 2005   | 2006 - 2007 | 2008  |
| 2009 - 2010 | 2011  | 2012   | 2013        | 2014  |
| 2015        | 2016  | 2017   | 2018        | 2019  |
| 2020        | 2021  | 2022 - |             |       |

| Visita      | Visita | Visita      | Visita | Visita |
| ----------- | ------ | ----------- | ------ | ------ |
| 2006 - 2007 | 2008   | 2009 - 2010 | 2011   | 2012   |
| 2013        | 2014   | 2015        | 2016   | 2017   |
| 2018        | 2019   | 2020        | 2021 - | 2022 - |

| 2011 | 2020 (Caridad) |

## Jugadores

### Jugadores destacados
La siguiente lista recoge algunos de los futbolistas más destacados de la entidad.
| Japón - Daichi Okumiya - Hidehito Shirao - Hideki Matsuda - Isamu Matsuura - Kazuki Kotera (2010-2014) - Junichi Misawa (2011) - Kenya Maeshiro (2013-2014) - Junichi Kono (2014-2015) - Katsuhiro Hamada (2016-2017) |

## Entrenadores
- Hiroyuki Shinzato (2003)
- George Yonashiro (2004-06)
- Hideo Yoshizawa (2007)
- Jean-Paul Rabier (2008)
- Hiroyuki Shinzato (2009-2011)
- Takeo Matsuda (2012)
- Norihiro Satsukawa (2013-2015)
- Kim Jong-song (2016-2019)
- Yasuhiro Higuchi (2019-2021)
- Tetsuhiro Kina (2021-2022)
- Kazuki Kuranuki (interino- 2022)
- Nacho Fernández (2022-2023)[3][4]
- Kazuki Kuranuki (2023-)

## Palmarés
- J3 League (1): 2018
- Liga Japonesa de Ascenso (1): 2005